# Rũ hồ
Rũ hồ (tiếng Anh: Desizing – hay là quá trình giặt loại bỏ hồ) là quá trình xử lý để loại bỏ lớp hồ bảo vệ trên vải. Sau khi trải qua quá trình rũ hồ quần/áo/vải đã có thể sẵn sàng trải qua các công đoạn gia công tiếp theo. Các chất liệu hồ được sử dụng trong quá trình hồ sợi là nguyên nhân chính làm ngăn cản tác dụng của các loại thuốc nhuộm, hóa chất làm mền/giữ màu, chất xả vải... Nên công đoạn giặt rũ hồ là quá trình cơ bản và quan trọng nhất của các xưởng may gia công quần jeans vải Denim.

### Mục tiêu chính của quá trình
- Loại bỏ chất hồ bảo vệ của vải.
- Loại bỏ các loại hóa chất/phụ gia còn lại trong quá trình dệt.
- Phục hồi lại khả năng hút/thấm nước.
- Phục hồi lại khả năng tác dụng của các loại thuốc nhuộm/giữ màu/làm mền/nước xả vải....
- Triệt tiêu sự co rút lại của vải giúp quần áo ổn định trong quá trình sử dụng.

### Sơ lược các quy trình thực hiện
- Rũ hồ bằng cách ngâm quần/áo bán thành phẩm hoặc vải vào bể chứa các loại hóa chất rũ hồ.
- Giặt sạch các chất hồ đã bị hòa tan/phân hủy ra khỏi quần/áo/vải.
- Giặt xả lại quần/áo/vải với nước xả và các chất làm mền vải.

## Phương pháp dùng để rũ hồ
Tùy theo hỗn hợp hóa chất tạo nên chất hồ là chất gì? Loại vải là vải gì? Các chất phụ gia khác được thêm vào quá trình dệt vải là gì? thì ta phải sử dụng những phương pháp rũ hồ khác nhau.
Các phương pháp được dùng để rũ hồ bao gồm:
- Rũ hồ bằng enzyme
- Rũ hồ bằng hóa chất chuyên dụng
- Rũ hồ bằng nước + chất tẩy nhẹ
- Rũ hồ bằng Axít.
- Kiềm hóa bằng xút ăn da
- Rũ hồ bằng chất oxy hóa

### Rũ hồ bằng enzyme – Phương pháp rũ hồ phổ biến
Trong lịch sử việc rũ hồ các loại vải bông được hồ bằng tinh bột được làm bằng cách sử dụng lượng lớn các hóa chất như Axit, Chất oxy hóa, Xút ăn da, Soda... Việc sử dụng các loại hóa chất này nếu tính riêng chi phi hóa chất thi chúng rất rẻ tiền, hiệu qua kinh tế cao. Nhưng nếu tính toán về cái chi phí bỏ ra để cải tạo lại môi trường khi bị các loại hóa chất trên hủy nghiêm trọng, việc sử dụng chúng thật sự là thảm họa kinh tế/môi trường.
Vì thế ngày nay Rũ hồ bằng enzyme (là men) – loại bỏ tinh bột bằng Enzyme là phương pháp rũ hồ phổ biến nhất vì tính chất tiện lợi không gây hư sợi vải, bảo vệ/thân thiện với môi trường và được coi là tiêu chuẩn ngành dệt may hiện đại của thế giới.

#### Những lợi ích việc rũ hồ bằng enzyme đem lại
- Khả năng phân hủy tinh bột cao
- Không sử dụng các loại hóa chất độc hại cho con người/môi trường.
- Không gây ăn mòn và hư hỏng vải trong quá trình Wash rũ hồ
- Nhiều loại enzyme cho ta nhiều ứng dụng tuy biến khác nhau trong quá trình sử dụng

#### Những loại Enzyme được sử dụng
- Alpha Amylase enzyme
- Cellulase enzyme
- Laccase enzyme
- Catalase enzyme

##### Alpha Amylase enzyme
Alpha Amylase – là loại enzyme có trong nước bọt. Vì có khả năng phân hủy tinh bột cực kỳ hiệu quả thế nên chúng được sử dụng để phân hủy tinh bột có trong lớp hồ bảo vệ, được sử dụng trong quá trình rũ hồ.

##### Cellulase enzyme
Cellulase – là enzyme có thể phân hủy tốt cellulose. Vì có khả năng phân hủy cellulose nên chúng được sử dụng trong Wash Denmin tạo ra sự mài mòn sinh học nhằm tạo hiệu ứng mòn vải cho quần jeans. Cellulase enzyme + Đá bọt là giải pháp Stone wash tạo hiệu ứng thay thế cho Axít Stone Wash vốn có nguy cơ gây ô nhiễm môi trường.

##### Laccase enzyme
Laccase là enzyme cũng có khả năng thể phân hủy cellulose nhưng yếu hơn/tác dụng ít hơn khi so với Cellulase enzyme.

##### Catalase enzyme
Catalaza là enzyme phân hủy peroxides (Anti-Peroxide Enzymes). Được dùng cho việc trung hòa/phân hủy hydro peroxid (H2O2– nước oxy già dùng trong quá trình tẩy) thành nước và oxy mà không làm hư hại vải gốc cellulose.

### Rũ hồ bằng chất Oxy hóa – Oxidative Desizing
Hydro Peroxid (H2O2– nước oxy già) là chất được dùng phổ biến nhất cho việc rũ hồ bằng chất Oxy hóa. Ngoài ra một số các chất Oxy hóa mạnh khác được dùng trong tẩy rửa cũng  được sử dụng để phân hủy tinh bột.
Phương pháp rũ hồ này được dùng để thay thế cho P.P enzyme/axit, khi cơ sở dệt may không biết chính xác thành phần hồ có trên vải là gì, hoặc thành phần chất hồ là loại tinh bột có khả năng phân hủy sinh học thấp (Sử dụng liệu pháp eneyme không hiệu quả).
Lưu ý: Việc dùng các loại chất Oxy hóa mạnh (Chất tẩy rửa) như Hydro Peroxid- H2O2, Natri persunfat – Na2S2O8 sẽ ít nhiều gây tổn hại tới sợi vải có nguồn gốc Cellulose. Ngoài ra nếu trung hòa không kỹ sẽ gây kích ứng da cho người mặc.
Mời bạn đọc thêm: Quy trình wash khô quần Jeans

#### Những lợi ích việc rũ hồ bằng chất Oxy hóa đem lại
- Diệt khuẩn và làm sạch sợi vải
- Sử dụng ít hơn các loại hóa chất độc hại cho con người/môi trường.
- Có thể trung hòa Hydro Peroxid (H2O2– nước oxy già) bằng Catalase enzyme mà không gây hại tới môi trường.
- Phương  pháp thay thế khi không biết chính xác loại tinh bột hồ trên vải, hoặc tinh bột có khả năng phân hủy bằng sinh học thấp

### Rũ hồ bằng Axít – Acid Desizing
Đây là phương pháp có lịch sử lâu đời, sử dung axit phân hủy hồ có gốc tinh bột. Các loại Axit thường được sử dụng là Axít Sulfuric loãng (H2SO4) hoặc Axit hydrochloric nguội (HCl). Vì khả năng gây hư hại vải cái, gây ô nhiễm môi trường nặng nề nên chúng đã bị thay thế bằng phương pháp rũ hồ bằng Enzyme